# Wiener Neustädter Stadion
Il Wiener Neustädter Stadion è uno stadio calcistico di Wiener Neustadt, in Austria, nel quale gioca la formazione di Regionalliga del Wiener Neustadt.

## Storia
È stato per anni l'impianto del Wiener Neustädter, che ha raggiunto la finale di ÖFB-Cup nel 1964-1965 e ha giocato l'andata del primo turno della Coppa delle Coppe nella stagione successiva, una sconfitta per 0-1 contro lo Ştiinţa Cluj.
Nella stagione 1972-1973 è stato utilizzato dall'Admira Wiener Neustadt per le partite casalinghe, in occasione dell'unico campionato di massima divisione giocato dal club.
Dal 2008 al 2011 è stato noto anche come Magna Arena per via della sponsorizzazione della Magna International, proprietaria del club.

## Eventi

### Finali ospitate
- ÖFB-Cup 1964-1965  Wiener Neustadt -  LASK 0-1
- ÖFB-Supercup 1992  Austria Vienna -  Admira Wacker M. 1-1 (6-5 dcr)